# Sanda Naoki
Sanda Naoki (sinh ngày 16 tháng 8 năm 1992) là một cầu thủ bóng đá người Nhật Bản.

## Sự nghiệp câu lạc bộ
Sanda Naoki hiện đang chơi cho Vanraure Hachinohe.